# Filip Rejczyk
Filip Rejczyk (Stalowa Wola, Polonia, 20 de abril de 2006) es un futbolista polaco que juega de centrocampista en el Śląsk Wrocław de la Ekstraklasa.

## Estadísticas

### Clubes
Actualizado al último partido disputado el 17 de mayo de 2023.
| Club                        | Div.          | Temporada     | Liga  | Liga  | Copas nacionales | Copas nacionales | Copas internacionales | Copas internacionales | Total | Total |
| Club                        | Div.          | Temporada     | Part. | Goles | Part.            | Goles            | Part.                 | Goles                 | Part. | Goles |
| --------------------------- | ------------- | ------------- | ----- | ----- | ---------------- | ---------------- | --------------------- | --------------------- | ----- | ----- |
| Legia de Varsovia · Polonia | 1.ª           | 2023-24       | 0     | 0     | 0                | 0                | ―                     | ―                     | 0     | 0     |
| Legia de Varsovia · Polonia | Total club    | Total club    | 0     | 0     | 0                | 0                | 0                     | 0                     | 0     | 0     |
| Total carrera               | Total carrera | Total carrera | 0     | 0     | 0                | 0                | 0                     | 0                     | 0     | 0     |